# Santana do Riacho
Santana do Riacho là một đô thị thuộc bang Minas Gerais, Brasil. Đô thị này có diện tích 676,76 km², dân số năm 2007 là 4159 người, mật độ 5,9 người/km².